# Tomáš Cihlář (fotbalista)
Tomáš Cihlář (* 24. června 1987, Znojmo) je český fotbalový obránce či záložník a bývalý mládežnický reprezentant, od roku 2019 hráč klubu TJ Sokol Tasovice.

## Klubová kariéra
S fotbalem začínal ve Znojmě, kde hrál za místní 1. SC. V lednu 2005 přestoupil do FC Vysočina Jihlava, kde si v dorostu rychle vybojoval místo v základní sestavě. Svými výkony zaujal trenéra Milana Bokšu, jenž se v létě 2006 ujal "A"-týmu, a povolal ho do "áčka". Tady si vybojoval místo na levé straně zálohy. I v následujících sezónách se držel v "áčku" Vysočiny a ze zálohy se přesunul do obrany. Na jaře 2009 však ze sestavy vypadl a víc nastupoval za "B"-tým. V létě 2010 proto odešel na půlroční hostování do Třince. Po návratu sice nastupoval v základní sestavě, ale opět z ní postupně vypadl. V zimě 2012 se proto vrátil do 1. SC Znojmo.

## Reprezentační kariéra
Postupně si svými výkony vysloužil nominaci na mistrovství světa U20 2007 v Kanadě, kde česká reprezentace vybojovala stříbrné medaile. Tady nastoupil do zápasů se Španělskem a Rakouskem.

## Úspěchy
1. SC Znojmo
- postup do Gambrinus ligy (2012/2013)

Česko U20
- vicemistr světa U20 (2007)